# Lee Ju-ho
Lee Ju-ho (tiếng Hàn: 이주호; sinh ngày 17 tháng 2 năm 1961) là một nhà kinh tế học người Hàn Quốc, ông giữ quyền tổng thống Hàn Quốc và quyền thủ tướng từ tháng 5 năm 2025. Ông từng giữ chức phó thủ tướng và bộ trưởng giáo dục kể từ năm 2022.
Ông là giáo sư tại Khoa Chính sách công và Quản lý KDI. Kể từ ngày 1 tháng 5 năm 2025, sau khi tổng thống Yoon Suk-yeol bị luận tội, thủ tướng Han Duck-soo và bộ trưởng kinh tế Choi Sang-mok từ chức, Lee giữ quyền Tổng thống Hàn Quốc và quyền Thủ tướng.

## Tiểu sử
Lee Ju-ho sinh ra tại quận Chilgok, tỉnh Gyeongsang Bắc, Hàn Quốc vào ngày 17 tháng 2 năm 1961. Lee có ba bằng kinh tế – một bằng cử nhân và một bằng thạc sĩ từ Đại học Quốc gia Seoul và một bằng tiến sĩ từ Đại học Cornell.